# Afrofuturism
Afrofuturism är en genre som kombinerar element av science fiction, historisk fiktion och magisk realism med en kritik av vitheten som norm. I slutet av 1990-talet började kulturkritiker benämna afroamerikansk science fiction, musik och konst som afrofuturism. I utställningskatalogen för ”Pathways to Unknown Worlds” återges Mark Dereys definition av afrofuturism som ”afroamerikanska röster med andra historier att berätta om kultur, teknologi och det som komma skall”. Derey beskriver också hur den dominerande kulturen som inte bara alltid varit vit utan också varit den som hanterat instrumentella teknologier.
Filmen Black Panther är ett exempel på afrofuturism.